# Aphragmophora
Ordre
Aphragmophora est un ordre de chétognathes de la classe des Sagittoidea. On trouve les différentes espèces dans tous les océans du monde.

## Familles
- Bathybelidae Bieri, 1989
- Krohnittidae Tokioka, 1965
- Pterokrohniidae Bieri, 1991
- Pterosagittidae Tokioka, 1965
- Sagittidae Claus & Grobben, 1905